# 三浦大輔の輝け!ベイスターズ
『三浦大輔の輝け!ベイスターズ』（みうらだいすけのかがやけベイスターズ）は、TBSラジオで2009年度ナイターオフに放送された横浜ベイスターズの情報番組である。2009年10月6日放送開始、2010年3月25日終了。

## 概要
横浜ベイスターズで「ハマの番長」として親しまれている当時現役選手だった三浦大輔が、2006年から2007年にかけて放送された『エキサイトスタジアム』以来となるラジオパーソナリティに挑戦。毎回横浜ベイスターズ、あるいはその前身の（横浜）大洋ホエールズ、大洋松竹ロビンスにゆかりのある選手・関係者を招き、現役時代のエピソードから最近のベイスターズに対する建設的な意見まで幅広く対談していく。アシスタントは岡村麻純（タレント、TBSアナウンサー岡村仁美の妹）が務める。
協賛スポンサーは、横浜市にあるボウリング場と天然温泉などの複合娯楽施設「HAMABOWL EAS」（ハマボール・イアス。ミツウロコが運営）である。

## 放送日時
- 火曜日〜金曜日 17:50-18:00

## ゲスト
括弧内は出演時の肩書（特記なしは横浜ベイスターズの現役選手）
- 2009年10月6日 - 9日 盛田幸妃（TBSラジオ野球解説者）
- 2009年10月13日 - 16日 遠藤一彦（TBSニュースバード野球解説者）
- 2009年10月20 - 23日はクライマックスシリーズ中継のため放送休止
- 2009年10月27日 - 30日 小桧山雅仁（TBSラジオ営業部）
- 2009年11月3日 - 6日 佐々木主浩（TBSテレビ・ラジオ野球解説者）
- 2009年11月10日 - 13日 石川雄洋
- 2009年11月17日 - 20日 松家卓弘（11月27日に北海道日本ハムファイターズへの移籍が決定）
- 2009年11月24日 - 27日 高森勇気
- 2009年12月1日 - 4日 藤江均
- 2009年12月8日 - 11日 大西宏明
- 2009年12月15日 - 18日 清水直行
- 2009年12月22日 - 25日 木塚敦志
- 2009年12月26日 寺原隼人（通常は放送のない土曜日に30分スペシャルとして放送）
- 2009年12月29日 - 2010年1月1日 川村丈夫（横浜ベイスターズスコアラー）
- 2010年1月5日 - 8日 藤田一也
- 2010年1月12日 - 15日 大川隆哉（横浜ベイスターズマネージャー）
- 2010年1月19日 - 22日 片平保彦（横浜ベイスターズブルペン捕手）
- 2010年1月26日 - 29日 下園辰哉
- 以下2週分は横浜ベイスターズ横須賀寮で収録
- 2010年2月2日 - 5日 吉見祐治
- 2010年2月9日 - 12日 細山田武史
- 以下2週分は宜野湾キャンプで収録
- 2010年2月16日 - 19日 内川聖一
- 2010年2月23日 - 26日 金城龍彦
- 2010年3月2日 - 5日 稲川誠（横須賀寮寮長）
- 2010年3月9日 - 12日 弥太郎
- 2010年3月16日 - 19日 橋本将
- 2010年3月20日 加地隆雄（横浜ベイスターズ球団社長） 、尾花高夫（横浜ベイスターズ監督） （通常は放送のない土曜日に1時間スペシャルとして放送）
- 2010年3月23日 - 25日 山口俊